# 洛林乡
洛林乡，是中华人民共和国西藏自治区山南市加查县下辖的一个乡镇级行政单位。

## 行政区划
洛林乡下辖以下地区：
达热村、日岗布村、江惹村、加果村、吉巴村、布姆村、扎西岗定村、扎西林村、贡玛村、圭堆村、雪巴村、加热村、帮新村、门卡村、多察村、伦麦村、吉日普村、帮卡村、日达村、岗学巴村、果西村、莎那布村、色拉村、尼巴村和雪姆村。